# Teratoom
Een teratoom (Grieks: τεράτωμα, monsterlijke zwelling) (ook wel "wondergezwel" genoemd) is een vorm van neoplasie, ontstaan uit ongedifferentieerde stamcellen. Het zijn tumoren die weefsels of orgaancomponenten bevatten uit alle drie de kiembladen. Meestal liggen dergelijke tumoren ingekapseld in het lichaam en zijn er verschillende gedifferentieerde weefsels aanwezig, als haar, huid, tanden, spieren en zenuwen. Als het teratoom weefsels uit alle kiembladen bevat, wordt het matuur of rijp genoemd. Een embryonaal (immatuur, onrijp) teratoom daarentegen bevat slecht gedifferentieerde epitheliale en mesenchymatische weefsels. Voor het overgrote deel zijn teratomen goedaardige tumoren. Een klein deel heeft echter wel de mogelijkheid om maligne te ontaarden.

## Voorkomen
De meeste teratomen komen voor in de eierstokken (over het algemeen goedaardig) en teelballen (vaker kwaadaardig; dan spreekt met van een teratocarcinoom). Overige frequent voorkomende lokalisaties zijn de stuit, het centrale zenuwstelsel, weke delen in de hals, het mediastinum, het retroperitoneum, de alvleesklier en de darmen.
Van alle ovariële tumoren is 58% een teratoom. In 15% van de gevallen komen ze beiderzijds voor. Er bestaat 1-3% kans op maligne ontaarding. De tumoren ontstaan het meest frequent in de vruchtbare fase en zelden op kinderleeftijd of na de menopauze.

## Diagnose en therapie
Teratomen zijn radiologisch goed herkenbaar, zeker als er zich tanden in het weefsel bevinden. Teratomen worden operatief verwijderd. Bij immature teratomen en bij teratomen bij mannen wordt de operatie soms gevolgd door het geven van chemotherapie.